# Ponte Serrada
Ponte Serrada est une ville brésilienne de l'ouest de l'État de Santa Catarina.

## Géographie
Ponte Serrada se situe par une latitude de 26° 52′ 18″ sud et par une longitude de 52° 00′ 57″ ouest, à une altitude de 798 mètres.
Sa population était de 11 031 habitants au recensement de 2010. La municipalité s'étend sur 564 km2.
Elle fait partie de la microrégion de Xanxerê, dans la mésorégion Ouest de Santa Catarina.

## Administration
La municipalité est constituée de deux districts :
- Ponte Serrada (siège du pouvoir municipal)
- Bahia Alta

## Villes voisines
Ponte Serrada est voisine des municipalités (municípios) suivantes :
- Passos Maia
- Água Doce
- Vargem Bonita
- Irani
- Lindoia do Sul
- Ipumirim
- Vargeão